# Chassé-croisé entre les juillettistes et les aoûtiens
Pour les articles homonymes, voir Chassé-croisé.

Exemple de prévision de Bison futé pour le samedi 30 juillet 2022, jour de chassé-croisé estival :
circulation habituelle
circulation difficile
circulation très difficile
circulation extrêmement difficile

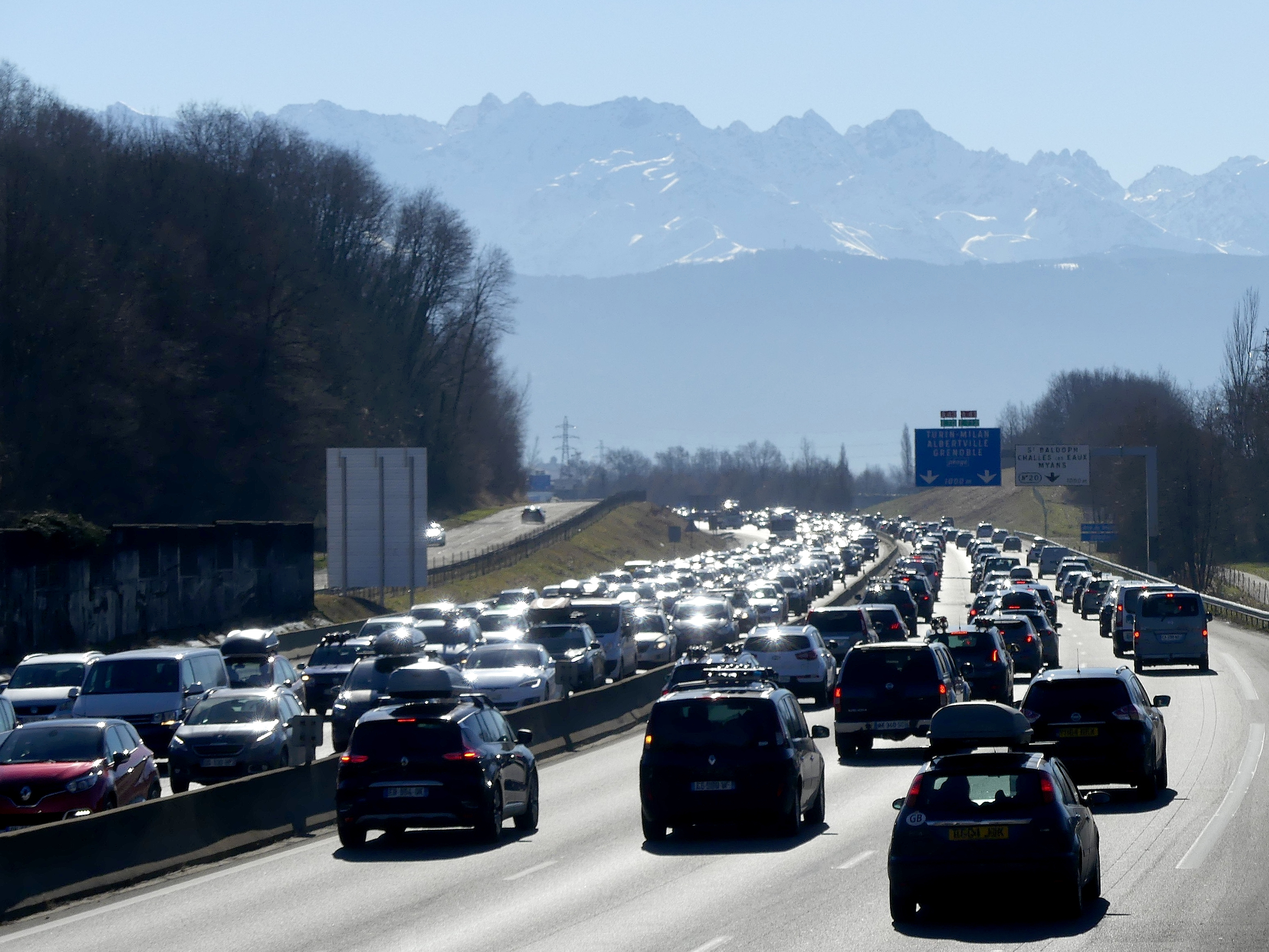
D'autres « chassés-croisés » ont lieu au gré de l'année scolaire : ici un embouteillage pendant les vacances d'hiver, en février 2019 sur l'A43, au sud de Chambéry en Savoie, entre les vacanciers qui quittent les stations de sports d'hiver et ceux qui s'y rendent, selon leur zone de vacances scolaires.

Le chassé-croisé entre les juillettistes et les aoûtiens, aussi appelé chassé-croisé estival, chassé-croisé des estivants, chassé-croisé des vacances, chassé-croisé des vacanciers, etc., est un phénomène se produisant au milieu des vacances d'été en France métropolitaine, pendant un ou deux week-ends au cours desquels se croisent les « juillettistes », qui rentrent de vacances à la fin du mois de juillet, et les « aoûtiens », qui partent en vacances au début du mois d'août.
Cet afflux inhabituel d'automobilistes sur les routes du pays rend la circulation plus dense, voire provoque des embouteillages. Le Centre national d'information routière (« Bison futé »), lui-même créé à la suite du chassé-croisé de 1975 qui a provoqué un embouteillage historique, déconseille de prendre la route à cette période. Un phénomène de congestion similaire se produit dans les gares et les aéroports par exemple.
La couverture journalistique de cet événement est considérée comme un marronnier,,,.

## Étymologie
Le terme « chassé-croisé » se réfère métaphoriquement au pas de danse dans lequel deux danseurs se croisent en effectuant un pas de côté en sens opposé, notamment dans le quadrille. L'utilisation de ce terme dans son sens routier est une expression idiomatique si courante qu'elle éclipse son sens original, ce qui en fait un exemple de catachrèse.

## Contexte
D'après Eurostat, les mois de juillet et d'août sont les deux mois qui concentrent 34 % des nuits d'hôtel dans l'Union européenne. Ces deux mois représentent plus de 40 % des nuits d'hôtel de l'année dans 49 des 242 régions NUTS-2 de l'Union européenne.

## Interdiction du transport collectif d'enfants
Pendant le chassé-croisé estival de 1982, le 31 juillet, un carambolage a lieu sur l'A6, dite autoroute du Soleil, à hauteur de Beaune. Il implique notamment deux autocars transportant des enfants originaires de l'Oise, au nord de Paris, vers leur colonie de vacances en Savoie. L'accident fait 53 victimes, dont 44 enfants pris au piège dans l'incendie d'un des autocars.
Cette catastrophe, qui marque fortement l'opinion publique, conduit le ministre des Transports d'alors, Charles Fiterman, à prendre des mesures strictes de sécurité routière pour éviter qu'un tel accident ne se reproduise. L'une d'elles est l'interdiction des transports collectifs d'enfants par autocar pendant le chassé-croisé estival. Ainsi, chaque année depuis 1983, un arrêté est pris pour fixer la ou les périodes concernées :
| Année | Début | Début            | Fin      | Fin              | Arrêté   | Périmètre                                              | Groupe       | Âge      |
| ----- | ----- | ---------------- | -------- | ---------------- | -------- | ------------------------------------------------------ | ------------ | -------- |
| 1983  | ven.  | 29 juill. à 0 h  | sam.     | 30 juill. à 24 h | [ A 1 ]  | > 100 km                                               | > 15 enfants | < 16 ans |
| 1984  | ven.  | 27 juill. à 15 h | sam.     | 28 juill. à 15 h | [ A 2 ]  | Hors département de départ et départements limitrophes | > 15 enfants | < 16 ans |
| 1984  | ven.  | 3 août à 15 h    | sam.     | 4 août à 15 h    | [ A 2 ]  | Hors département de départ et départements limitrophes | > 15 enfants | < 16 ans |
| 1985  | ven.  | 2 août à 15 h    | sam.     | 3 août à 15 h    | [ A 3 ]  | Hors département de départ et départements limitrophes | > 15 enfants | < 16 ans |
| 1986  | ven.  | 1er août à 10 h  | sam.     | 2 août à 12 h    | [ A 4 ]  | Hors département de départ et départements limitrophes | > 15 enfants | < 16 ans |
| 1987  | ven.  | 31 juill. à 12 h | sam.     | 1er août à 12 h  | [ A 5 ]  | Hors département de départ et départements limitrophes | > 15 enfants | < 16 ans |
| 1988  | ven.  | 29 juill. à 14 h | sam.     | 30 juill. à 24 h | [ A 6 ]  | Hors département de départ et départements limitrophes | > 15 enfants | < 16 ans |
| 1989  | ven.  | 28 juill. à 14 h | sam.     | 29 juill. à 14 h | [ A 7 ]  | Hors département de départ et départements limitrophes | > 15 enfants | < 16 ans |
| 1990  | sam.  | 28 juill. à 0 h  | — à 24 h | — à 24 h         | [ A 8 ]  | Hors département de départ et départements limitrophes | > 15 enfants | < 16 ans |
| 1991  | sam.  | 3 août à 0 h     | — à 24 h | — à 24 h         | [ A 9 ]  | Hors département de départ et départements limitrophes | > 15 enfants | < 16 ans |
| 1992  | sam.  | 1er août à 0 h   | — à 24 h | — à 24 h         | [ A 10 ] | Hors département de départ et départements limitrophes | > 15 enfants | < 16 ans |
| 1993  | sam.  | 31 juill. à 0 h  | — à 24 h | — à 24 h         | [ A 11 ] | Hors département de départ et départements limitrophes | > 15 enfants | < 16 ans |
| 1994  | sam.  | 30 juill. à 0 h  | — à 24 h | — à 24 h         | [ A 12 ] | Hors département de départ et départements limitrophes | > 15 enfants | < 16 ans |
| 1995  | sam.  | 29 juill. à 0 h  | — à 24 h | — à 24 h         | [ A 13 ] | Hors département de départ et départements limitrophes | > 15 enfants | < 16 ans |
| 1997  | sam.  | 2 août à 0 h     | — à 24 h | — à 24 h         | [ A 14 ] | Hors département de départ et départements limitrophes | > 15 enfants | < 16 ans |
| 1998  | sam.  | 1er août à 0 h   | — à 24 h | — à 24 h         | [ A 15 ] | Hors département de départ et départements limitrophes | > 15 enfants | < 16 ans |
| 1999  | sam.  | 31 juill. à 0 h  | — à 24 h | — à 24 h         | [ A 16 ] | Hors département de départ et départements limitrophes | > 15 enfants | < 16 ans |
| 2000  | sam.  | 29 juill. à 0 h  | — à 24 h | — à 24 h         | [ A 17 ] | Hors département de départ et départements limitrophes | > 15 enfants | < 16 ans |
| 2001  | sam.  | 28 juill. à 0 h  | — à 24 h | — à 24 h         | [ A 18 ] | Hors département de départ et départements limitrophes | > 15 enfants | < 16 ans |
| 2001  | sam.  | 4 août à 0 h     | — à 24 h | — à 24 h         | [ A 18 ] | Hors département de départ et départements limitrophes | > 15 enfants | < 16 ans |
| 2002  | sam.  | 3 août à 0 h     | — à 24 h | — à 24 h         | [ A 19 ] | Hors département de départ et départements limitrophes | > 15 enfants | < 16 ans |
| 2003  | sam.  | 2 août à 0 h     | — à 24 h | — à 24 h         | [ A 20 ] | Hors département de départ et départements limitrophes | > 15 enfants | < 16 ans |
| 2004  | sam.  | 31 juill. à 0 h  | — à 24 h | — à 24 h         | [ A 21 ] | Hors département de départ et départements limitrophes |              |          |
| 2005  | sam.  | 30 juill. à 0 h  | — à 24 h | — à 24 h         | [ A 22 ] | Hors département de départ et départements limitrophes |              |          |
| 2006  | sam.  | 29 juill. à 0 h  | — à 24 h | — à 24 h         | [ A 23 ] | Hors département de départ et départements limitrophes |              |          |
| 2007  | sam.  | 28 juill. à 0 h  | — à 24 h | — à 24 h         | [ A 24 ] | Hors département de départ et départements limitrophes |              |          |
| 2007  | sam.  | 4 août à 0 h     | — à 24 h | — à 24 h         | [ A 24 ] | Hors département de départ et départements limitrophes |              |          |
| 2008  | sam.  | 2 août à 0 h     | — à 24 h | — à 24 h         | [ A 25 ] | Hors département de départ et départements limitrophes |              |          |
| 2009  | sam.  | 11 juill. à 0 h  | — à 24 h | — à 24 h         | [ A 26 ] | Hors département de départ et départements limitrophes |              |          |
| 2009  | sam.  | 1er août à 0 h   | — à 24 h | — à 24 h         | [ A 26 ] | Hors département de départ et départements limitrophes |              |          |
| 2010  | sam.  | 31 juill. à 0 h  | — à 24 h | — à 24 h         | [ A 27 ] | Hors département de départ et départements limitrophes |              |          |
| 2010  | sam.  | 7 août à 0 h     | — à 24 h | — à 24 h         | [ A 27 ] | Hors département de départ et départements limitrophes |              |          |
| 2011  | sam.  | 30 juill. à 0 h  | — à 24 h | — à 24 h         | [ A 28 ] | Hors département de départ et départements limitrophes |              |          |
| 2011  | sam.  | 6 août à 0 h     | — à 24 h | — à 24 h         | [ A 28 ] | Hors département de départ et départements limitrophes |              |          |
| 2012  | sam.  | 4 août à 0 h     | — à 24 h | — à 24 h         | [ A 29 ] | Hors département de départ et départements limitrophes |              |          |
| 2013  | sam.  | 3 août à 0 h     | — à 24 h | — à 24 h         | [ A 30 ] | Hors département de départ et départements limitrophes |              |          |
| 2014  | sam.  | 2 août à 0 h     | — à 24 h | — à 24 h         | [ A 31 ] | Hors département de départ et départements limitrophes |              |          |
| 2015  | sam.  | 1er août à 0 h   | — à 24 h | — à 24 h         | [ A 32 ] | Hors département de départ et départements limitrophes |              |          |
| 2016  | sam.  | 30 juill. à 0 h  | — à 24 h | — à 24 h         | [ A 33 ] | Hors département de départ et départements limitrophes |              |          |
| 2016  | sam.  | 6 août à 0 h     | — à 24 h | — à 24 h         | [ A 33 ] | Hors département de départ et départements limitrophes |              |          |
| 2017  | sam.  | 29 juill. à 0 h  | — à 24 h | — à 24 h         | [ A 34 ] | Hors département de départ et départements limitrophes |              |          |
| 2017  | sam.  | 12 août à 0 h    | — à 24 h | — à 24 h         | [ A 34 ] | Hors département de départ et départements limitrophes |              |          |
| 2018  | sam.  | 4 août à 0 h     | — à 24 h | — à 24 h         | [ A 35 ] | Hors département de départ et départements limitrophes |              |          |
| 2018  | sam.  | 11 août à 0 h    | — à 24 h | — à 24 h         | [ A 35 ] | Hors département de départ et départements limitrophes |              |          |
| 2019  | sam.  | 3 août à 0 h     | — à 24 h | — à 24 h         | [ A 36 ] | Hors département de départ et départements limitrophes |              |          |
| 2019  | sam.  | 10 août à 0 h    | — à 24 h | — à 24 h         | [ A 36 ] | Hors département de départ et départements limitrophes |              |          |
| 2020  | sam.  | 1er août à 0 h   | — à 24 h | — à 24 h         | [ A 37 ] | Hors département de départ et départements limitrophes |              |          |
| 2020  | sam.  | 8 août à 0 h     | — à 24 h | — à 24 h         | [ A 37 ] | Hors département de départ et départements limitrophes |              |          |
| 2021  | sam.  | 31 juill. à 0 h  | — à 24 h | — à 24 h         | [ A 38 ] | Hors département de départ et départements limitrophes |              |          |
| 2021  | sam.  | 21 août à 0 h    | — à 24 h | — à 24 h         | [ A 38 ] | Hors département de départ et départements limitrophes |              |          |
| 2022  | sam.  | 30 juill. à 0 h  | — à 24 h | — à 24 h         | [ A 39 ] | Hors département de départ et départements limitrophes |              |          |
| 2022  | sam.  | 6 août à 0 h     | — à 24 h | — à 24 h         | [ A 39 ] | Hors département de départ et départements limitrophes |              |          |
| 2023  | sam.  | 5 août à 0 h     | — à 24 h | — à 24 h         | [ A 40 ] | Hors département de départ et départements limitrophes |              |          |
| 2023  | sam.  | 12 août à 0 h    | — à 24 h | — à 24 h         | [ A 40 ] | Hors département de départ et départements limitrophes |              |          |
| 2024  | sam.  | 27 juill. à 0 h  | — à 24 h | — à 24 h         | [ A 41 ] | Hors département de départ et départements limitrophes |              |          |
| 2024  | sam.  | 3 août à 0 h     | — à 24 h | — à 24 h         | [ A 41 ] | Hors département de départ et départements limitrophes |              |          |
| 2025  | sam.  | 2 août à 0 h     | — à 24 h | — à 24 h         | [ A 42 ] | Hors département de départ et départements limitrophes |              |          |

## Culture populaire
Le film Feux rouges, réalisé en 2004 par Cédric Kahn d'après le roman du même nom écrit en 1953 par Georges Simenon, se déroule pendant un trajet en voiture le jour du chassé-croisé.